# Benguela Diamonds
Benguela Diamonds ist eine südafrikanische Marke von Diamanten, die aus dem Benguela-Strom gefördert werden.

## Gewinnung
Benguela Diamonds fördert und verkauft Diamanten, die vom Meeresgrund gewonnen werden. Die Firma verfügt über eine Strandkonzession und eine private Ozeankonzession an der Westküste von Südafrika, in und um Port Nolloth und Alexander Bay. Die Diamanten werden aus Kies vom Meeresgrund aussortiert, der von Tauchern an die Oberfläche geholt wird. Am Meeresboden verwenden trainierte Taucher Saugrohre, um den Kies in einen Klassierer zu pumpen. Hier werden größere Steine wie Granate, Olivine und Diamanten mit Hilfe einer Rüttelvorrichtung vom Kies getrennt.
Benguela Diamonds betreibt auch eine eigene Diamantschleiferei sowie eine Goldschmiede und ein Studio für Schmuckdesign in Stellenbosch.

## Diamantensafari
Neben dem Hauptgeschäft bietet die Firma von Kapstadt aus auch eine "Ocean Diamond Safari" an. Auf so einer Safari können Gäste den Prozess der Diamantengewinnung mitverfolgen, von der Gewinnung durch Taucher am Meeresgrund über das Polieren und die Verarbeitung in einem Schmuckstück.